# Эдегор, Ханс Эрик
Ханс Эрик Эдегор (норв. Hans Erik Ødegaard; род. 20 января 1974, Драммен, Бускеруд) — норвежский футболист и футбольный тренер. Отец Мартина Эдегора.

## Биография
Профессиональную карьеру начал в 1994 года в составе клуба «Стрёмсгодсет». В его дебютном сезоне команда заняла последнее место в чемпионате и вылетела в первый дивизион, однако всего за сезон смогла вернуться в высшую лигу, где выступала на протяжении следующих четырёх лет. В 2000 году вновь вылетевший «Стрёмсгодсет» смог так же быстро вернуться в элиту, но в 2001 году отправился обратно в первый дивизион, где на этот раз задержался надолго. В 2004 году Эдегор перешёл в другой клуб первого дивизиона «Саннефьорд», а в 2005 году добился с клубом выхода в высшую лигу, где на следующий год отыграл 5 матчей и завершил профессиональную карьеру.
17 декабря 1998 года в Драммене у Ханса Эрика родился сын Мартин Эдегор, который в возрасте 15 лет 8 месяцев и 10 дней стал самым молодым игроком в истории сборной Норвегии.
После завершения игровой карьеры Ханс Эрик Эдегор начал работать в качестве тренера. В 2009 году он стал ассистентом в клубе «Мьёндален». В 2015 году вслед за сыном перешёл на работу в «Реал Мадрид», где стал тренером юношеской команды. В 2018 году он вернулся в Норвегию, где на протяжении года работал с юношеской командой «Мьёндалена». В 2019 году Эдегор возглавил молодёжную команду клуба «Стрёмсгодсет».

## Статистика
| Клуб             | Сезон            | Лига             | Чемпионат | Чемпионат | Кубок | Кубок | Всего | Всего |
| Клуб             | Сезон            | Лига             | Матчи     | Голы      | Матчи | Голы  | Матчи | Голы  |
| ---------------- | ---------------- | ---------------- | --------- | --------- | ----- | ----- | ----- | ----- |
| Стрёмсгодсет     | 1994             | Типпелига        | 7         | 1         | -     | -     | 7     | 1     |
| Стрёмсгодсет     | 1995             | Первый дивизион  | 16        | 5         | -     | -     | 16    | 5     |
| Стрёмсгодсет     | 1996             | Типпелига        | 24        | 6         | -     | -     | 24    | 6     |
| Стрёмсгодсет     | 1997             | Типпелига        | 20        | 3         | -     | -     | 20    | 3     |
| Стрёмсгодсет     | 1998             | Типпелига        | 16        | 1         | -     | -     | 16    | 1     |
| Стрёмсгодсет     | 1999             | Типпелига        | 25        | 2         | -     | -     | 25    | 2     |
| Стрёмсгодсет     | 2000             | Первый дивизион  | 26        | 9         | -     | -     | 26    | 9     |
| Стрёмсгодсет     | 2001             | Типпелига        | 24        | 5         | 3     | 0     | 27    | 5     |
| Стрёмсгодсет     | 2002             | Первый дивизион  | 27        | 9         | 3     | 1     | 30    | 10    |
| Стрёмсгодсет     | 2003             | Первый дивизион  | 4         | 0         | 1     | 1     | 5     | 1     |
| Стрёмсгодсет     | Итого            | Итого            | 189       | 41        | 7     | 2     | 196   | 43    |
| Саннефьорд       | 2004             | Первый дивизион  | 28        | 10        | 5     | 6     | 33    | 16    |
| Саннефьорд       | 2005             | Первый дивизион  | 26        | 7         | 0     | 0     | 26    | 7     |
| Саннефьорд       | 2006             | Типпелига        | 5         | 0         | 1     | 0     | 6     | 0     |
| Саннефьорд       | Итого            | Итого            | 59        | 17        | 6     | 6     | 64    | 21    |
| Всего за карьеру | Всего за карьеру | Всего за карьеру | 247       | 56        | 13    | 8     | 260   | 64    |